# VOX (przełącznik)

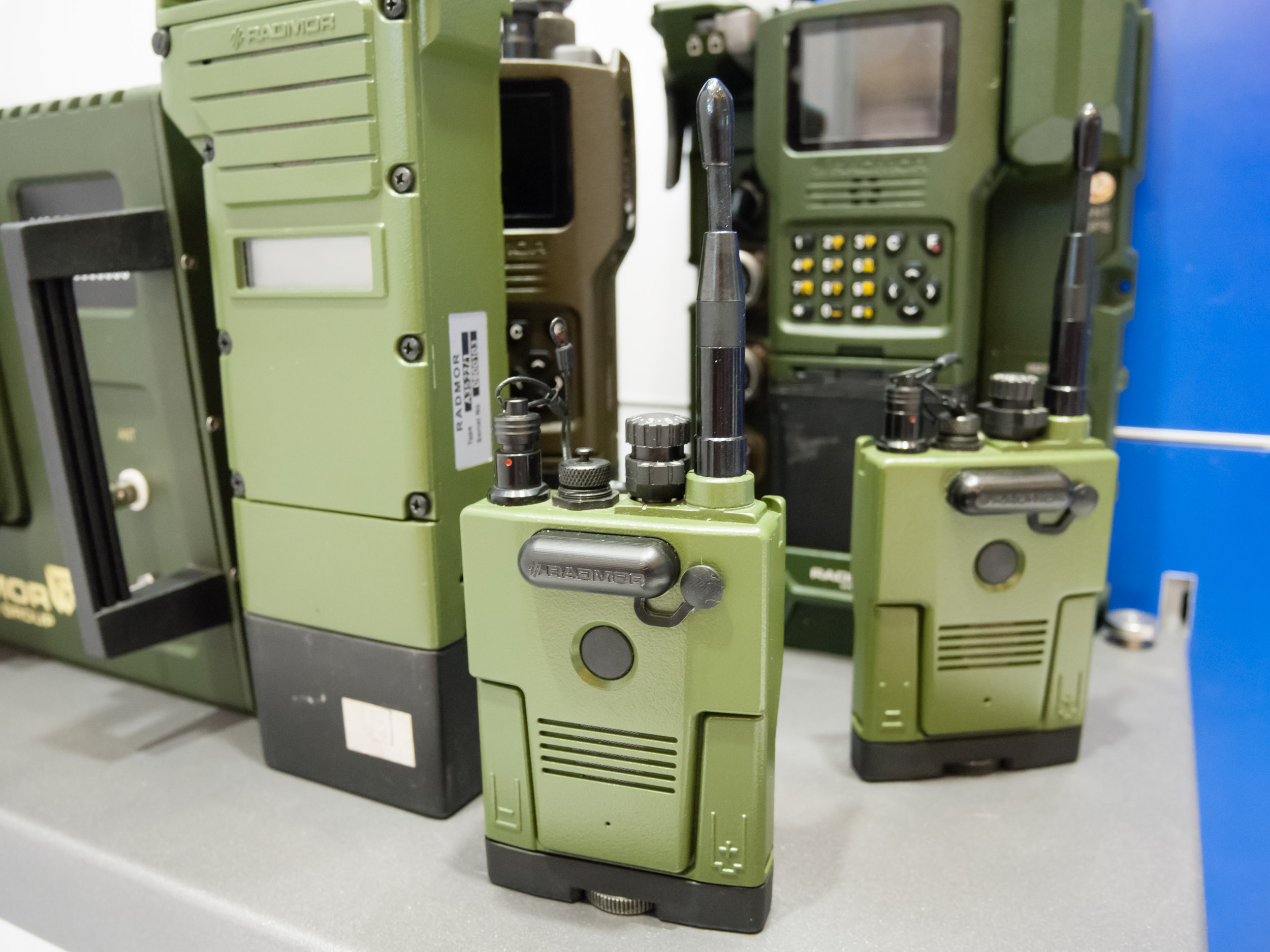
Radiostacje wojskowe Radmor R35010 z funkcją VOX

VOX – automatyczny przełącznik sterowany głosem, układ elektroniczny przełączający wykorzystywany  w telekomunikacji.  VOX ma zastosowanie w radiotelefonach ręcznych, dyktafonach, mikrofonach, rejestratorach cyfrowych.  

## Opis
VOX to układ elektroniczny po wykryciu dźwięku przez mikrofon załącza nadajnik w radiostacji, (próg zadziałania, wyłączenia i czas reakcji jest odpowiednio ustawiany) lub załącza tryb nagrywania (rejestrator cyfrowy, dyktafon). W radiostacjach standardowo przełączanie radiostacji z trybu nasłuchu na nadawanie wymaga użycia przycisku Push to talk (tzw.PTT), funkcja VOX eliminuje użycie PTT, działa automatycznie. Kiedy użytkownik radiotelefonu zaczyna mówić, mikrofon odbiera dźwięk, wtedy VOX automatycznie przełącza urządzenie w tryb nadawania, kiedy przestanie mówić VOX wyłącza nadawanie. VOX wykorzystywany jest najczęściej przez operatorów radiostacji którzy mają ograniczone możliwości obsługi radiotelefonu a ich obie ręce wykonują inne czynności, nie muszą wtedy obsługiwać przycisku PTT w razie konieczności prowadzenia łączności przez radiotelefon. VOX wykorzystywany jest najczęściej przez użytkowników  radiotelefonów profesjonalnych, np. strażaków, operatów dźwigów, pracowników ochrony obiektów, żołnierzy wojsk specjalnych. Przykładowo snajper przy wykorzystaniu VOXu może prowadzić obserwację celu, trzymać broń w obu dłoniach i równocześnie prowadzić rozmowę przez radiostację. VOX ma również kilka znaczących wad:  VOX załącza nadawanie z niewielkim opóźnieniem, gdy poziom dźwięku jest za niski może nie zadziałać, kiedy operator radiostacji powie coś do drugiej osoby w pobliżu siebie, bezpośrednio bez konieczności użycia radiostacji VOX może niekiedy zadziałać. Nadal podstawowym  przełącznikiem włączania nadawania radiostacji jest PTT a VOX jest dodatkową opcją.